# Dorfkirche Gammelin

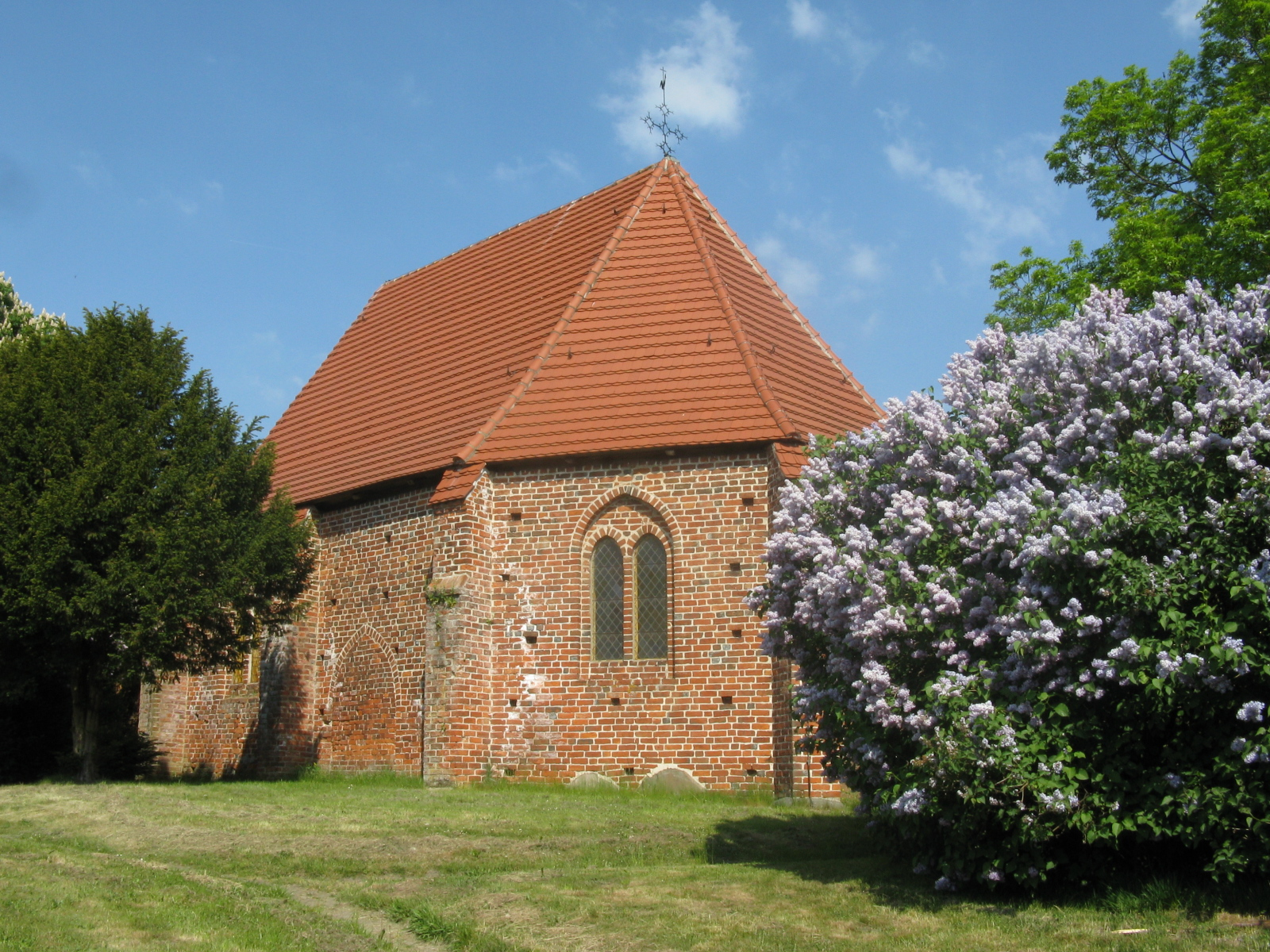
Dorfkirche Gammelin

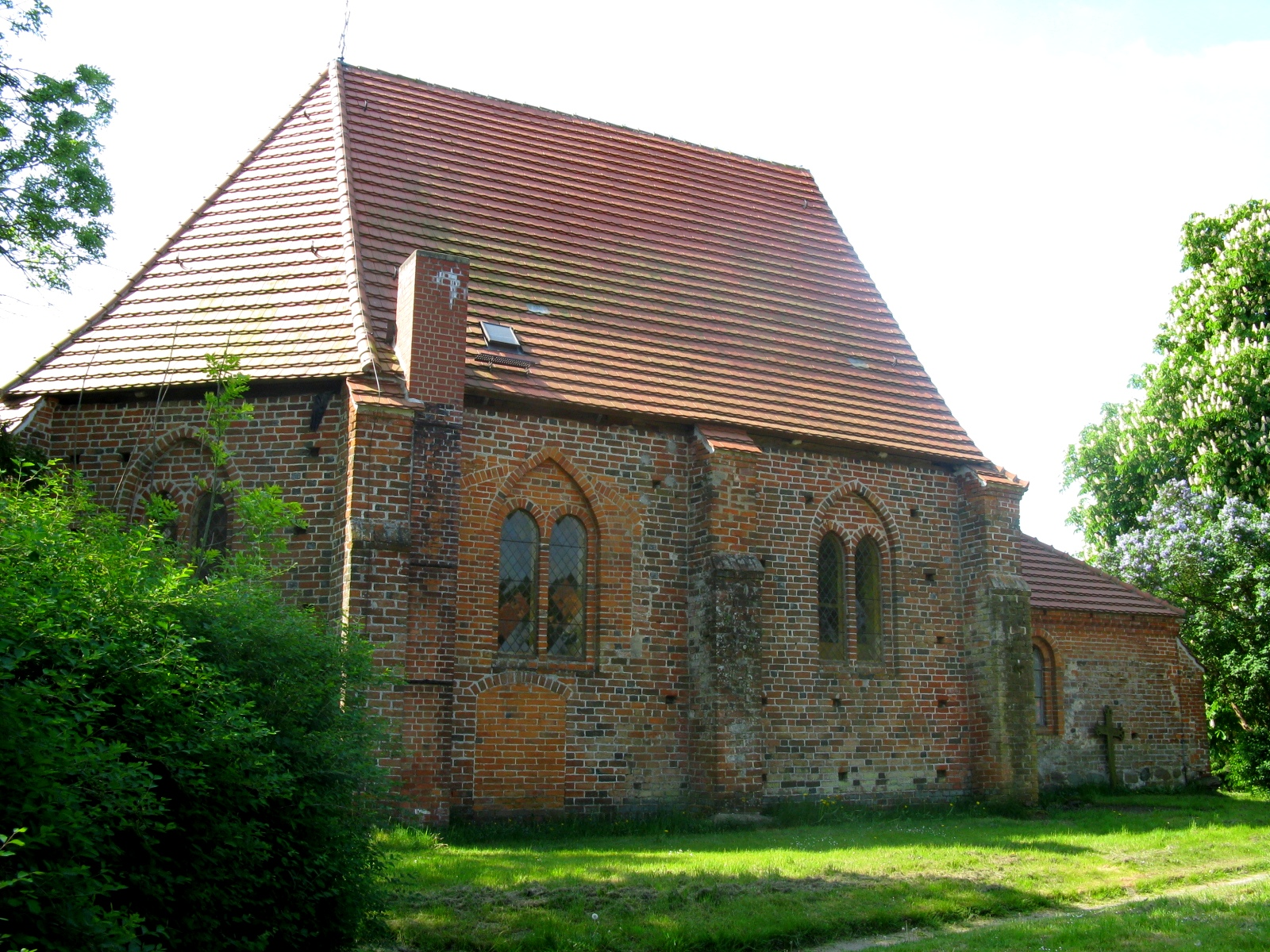
Nordseite

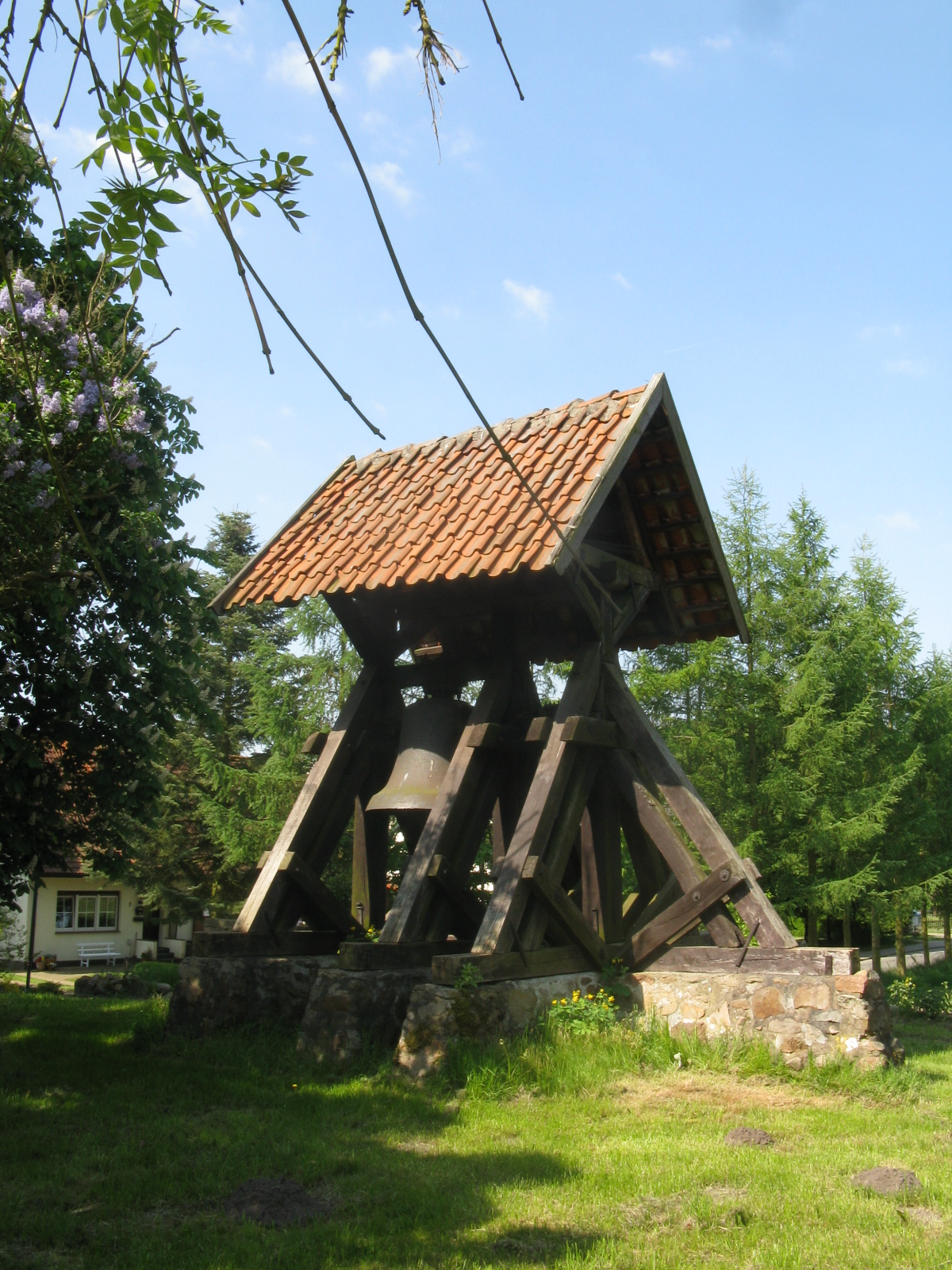
Glockenstuhl

Die evangelische Dorfkirche Gammelin ist eine Saalkirche der Backsteingotik in Gammelin im Landkreis Ludwigslust-Parchim in Mecklenburg-Vorpommern. Sie gehört zur Kirchengemeinde Gammelin-Warsow in der Propstei Wismar der Evangelisch-Lutherischen Kirche in Norddeutschland (Nordkirche).

## Geschichte und Architektur
Die Dorfkirche Gammelin ist ein schlichter, flachgedeckter Backsteinsaal mit dreiseitigem Ostschluss, der wohl zu Anfang des 15. Jahrhunderts entstanden ist. Sie ist mit Schildbögen und Strebepfeilern auf eine Wölbung in zwei Jochen vorbereitet. Gekuppelte Fenster in spitzbogigen Blenden erhellen das Bauwerk. Der aus dem 15. Jahrhundert stammende Westturm mit Spitzbogenportal wurde um 1730 bis auf das Erdgeschoss abgetragen und um 1880 der Westgiebel erneuert. Portale im Norden und im Süden wurden später vermauert.

## Ausstattung
Das Hauptstück der Ausstattung ist ein säulenflankierter, zweigeschossiger, hölzerner Altaraufsatz aus der Zeit um 1700. Die Gemälde zeigen die Kreuzigung und in der Predella die Grablegung Christi mit Bibelspruch. Seitlich sind Schnitzfiguren der Evangelisten Johannes und Markus aufgestellt. Am Sockel sind Stifterwappen der Familien von Francken/von Deyinck angebracht, auf dem Gesims sitzende Engel, im Giebel das Auge Gottes als Dreieck, in der Bekrönung der triumphierende Christus mit Siegesfahne flankiert von zwei stehenden Engelsputten. Die Holzkanzel stammt etwa aus der gleichen Zeit.
Ein künstlerisch wertvoller Taufengel vom Anfang des 18. Jahrhunderts, vergleichbar mit dem in der Dorfkirche Döbbersen, wurde 2006 restauriert und teilweise ergänzt. Der Grabstein mit dem Wappen der Familie von Oertzen vor dem Altar aus dem Jahr 1517 ist von Inschriften gerahmt und mit Evangelistensymbolen in den Ecken verziert.
Im freistehenden Glockenstuhl hängt eine kleine Glocke des 17./18. Jahrhunderts. Die Gemeinde erwarb im Jahr 1964 eine Glocke von 1918 aus einer 1945 zerstörten Berliner Kirche.
Die Orgel mit dreiteiligem neugotischem Prospekt ist ein Werk von Johann Heinrich Runge aus dem Jahr 1858 mit fünf Registern auf einem Manual. Das Pedal (C–g0) ist fest angehängt.
| Manual C–f3 |                |    |
| 1.          | Prinzipal      | 8′ |
| 2.          | Viola di Gamba | 8′ |
| 3.          | Gedackt        | 8′ |
| 4.          | Hohlflöte      | 4′ |
| 5.          | Octave         | 2′ |